# Скела (Дамбовица)
Скела (рум. Schela) насеље је у Румунији у округу Дамбовица у општини Глодени. Oпштина се налази на надморској висини од 357 m.

## Становништво
Према подацима из 2002. године у насељу је живело 543 становника, од којих су сви румунске националности.